# Limeux (Somme)
Pour les articles homonymes, voir Limeux.
Limeux est une commune française située dans le département de la Somme, en région Hauts-de-France.
Depuis juillet 2020, la commune fait partie du parc naturel régional Baie de Somme - Picardie maritime.

## Géographie

### Localisation
Limeux est un village picard du Vimeu.
À vol d'oiseau, la localité est située à 8 km au nord-est de Oisemont, 10 km au sud d'Abbeville et à 37 km au nord-ouest d'Amiens.
Le territoire de la commune est limitrophe de ceux de sept communes.
Les communes limitrophes sont Bailleul, Doudelainville, Frucourt, Hallencourt, Huchenneville, Huppy et Vaux-Marquenneville.

### Hydrographie
La commune est située dans le bassin Artois-Picardie. Elle n'est drainée par aucun cours d'eau.

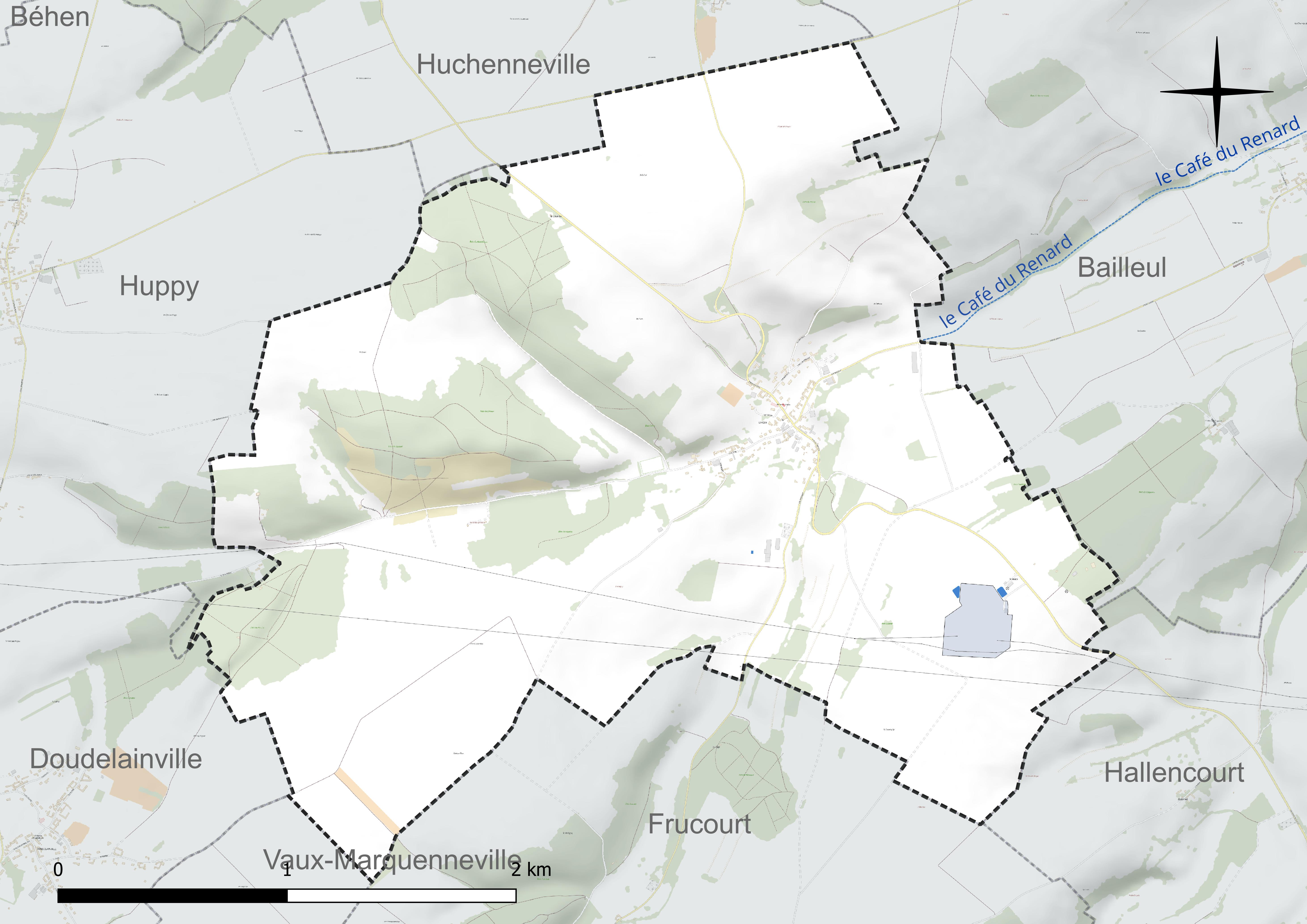
Réseau hydrographique de Limeux.

### Climat
Pour des articles plus généraux, voir Climat des Hauts-de-France et Climat de la Somme.
En 2010, le climat de la commune est de type climat océanique altéré, selon une étude du CNRS s'appuyant sur une série de données couvrant la période 1971-2000. En 2020, Météo-France publie une typologie des climats de la France métropolitaine dans laquelle la commune est exposée à un climat océanique et est dans la région climatique Côtes de la Manche orientale, caractérisée par un faible ensoleillement (1 550 h/an) ; forte humidité de l'air (plus de 20 h/jour avec humidité relative > 80 % en hiver), vents forts fréquents.
Pour la période 1971-2000, la température annuelle moyenne est de 10,3 °C, avec une amplitude thermique annuelle de 12,9 °C. Le cumul annuel moyen de précipitations est de 763 mm, avec 12,4 jours de précipitations en janvier et 8,2 jours en juillet. Pour la période 1991-2020, la température moyenne annuelle observée sur la station météorologique la plus proche, située sur la commune d'Oisemont à 8 km à vol d'oiseau, est de 11,1 °C et le cumul annuel moyen de précipitations est de 801,4 mm,. Pour l'avenir, les paramètres climatiques de la commune estimés pour 2050 selon différents scénarios d'émission de gaz à effet de serre sont consultables sur un site dédié publié par Météo-France en novembre 2022.

## Urbanisme

### Typologie
Au 1er janvier 2024, Limeux est catégorisée commune rurale à habitat dispersé, selon la nouvelle grille communale de densité à sept niveaux définie par l'Insee en 2022.
Elle est située hors unité urbaine. Par ailleurs la commune fait partie de l'aire d'attraction d'Abbeville, dont elle est une commune de la couronne,. Cette aire, qui regroupe 73 communes, est catégorisée dans les aires de 50 000 à moins de 200 000 habitants,.

### Occupation des sols
L'occupation des sols de la commune, telle qu'elle ressort de la base de données européenne d'occupation biophysique des sols Corine Land Cover (CLC), est marquée par l'importance des territoires agricoles (76,9 % en 2018), une proportion identique à celle de 1990 (76,9 %). La répartition détaillée en 2018 est la suivante : 
terres arables (63,9 %), forêts (19,7 %), prairies (12,9 %), zones urbanisées (3,5 %). L'évolution de l'occupation des sols de la commune et de ses infrastructures peut être observée sur les différentes représentations cartographiques du territoire : la carte de Cassini (XVIIIe siècle), la carte d'état-major (1820-1866) et les cartes ou photos aériennes de l'IGN pour la période actuelle (1950 à aujourd'hui).

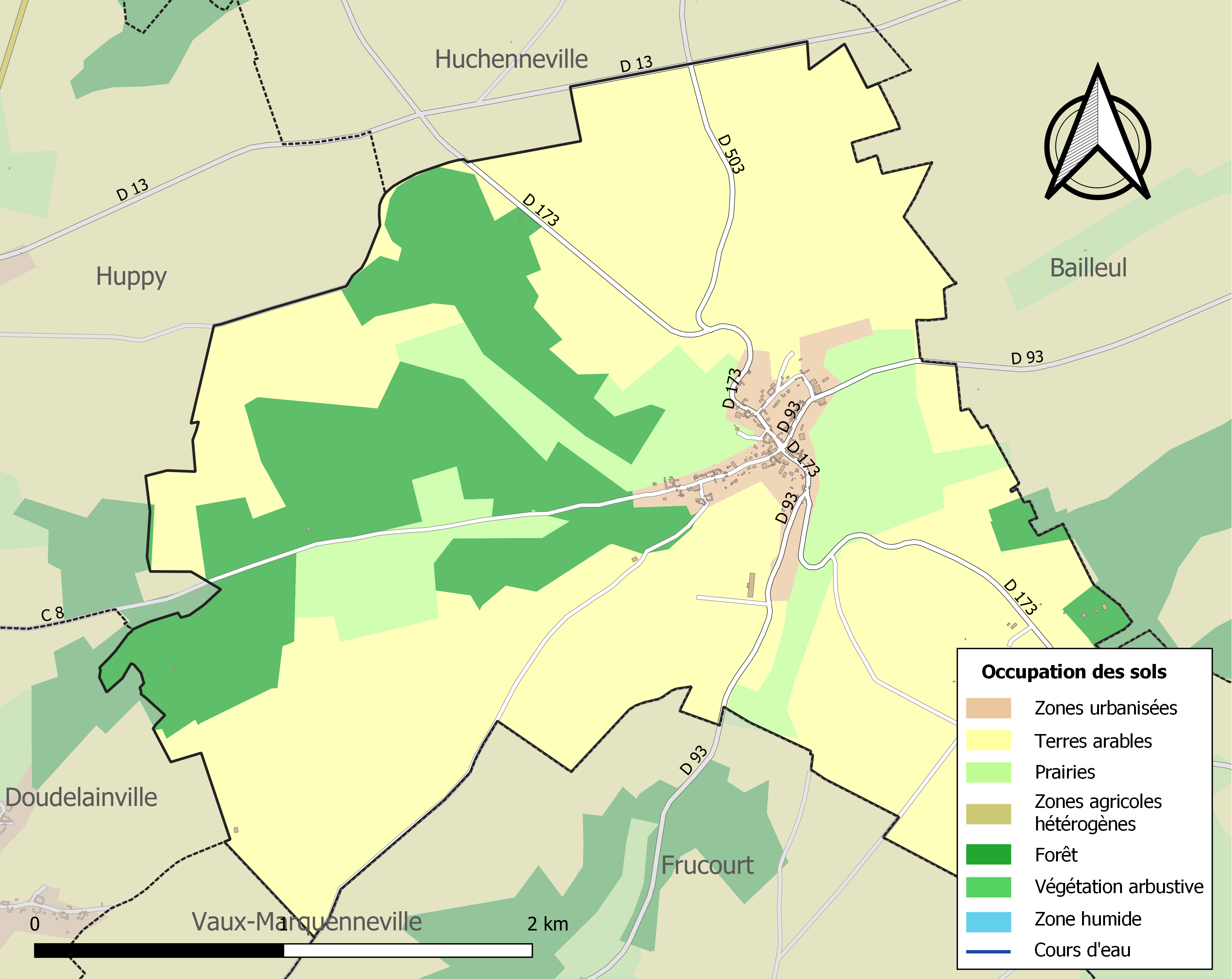
Carte des infrastructures et de l'occupation des sols de la commune en 2018 (CLC).

Les émetteurs de Limeux, deux antennes-relais TV de plus de 200 mètres de haut, confèrent une notoriété particulière à la localité.

### Voies de communication et transports
Le village est desservi par les RD173 et 93.

## Toponymie
Louandre relève Limou dès 1100 dans une topographie du Ponthieu. En 1121, Limeu est cité par Jean, comte de Ponthieu comme il est relevé dans Histoire ecclésiastique d'Abbeville. En 1851, l'almanach d'Abbeville fait apparaître Limeux-canvrières.
Issu de l'adjectif de l'oïl limeux « boueux ».

## Politique et administration

### Rattachements administratifs et électoraux
Rattachements administratifs
La commune se trouve depuis 1926 dans l'arrondissement d'Abbeville du département de la Somme.
Elle faisait partie depuis 1793 du canton d'Hallencourt. Dans le cadre du redécoupage cantonal de 2014 en France, cette circonscription administrative territoriale a disparu, et le canton n'est plus qu'une circonscription électorale.
Rattachements électoraux
Pour les élections départementales, la commune fait partie depuis 2014 du canton de Gamaches
Pour l'élection des députés, elle fait partie de la troisième circonscription de la Somme.

### Intercommunalité
Maricourt était membre de la petite  communauté de communes de la Région d'Hallencourt, un établissement public de coopération intercommunale (EPCI) à fiscalité propre créé fin 1995 et auquel la commune a transféré un certain nombre de ses compétences, dans les conditions déterminées par le code général des collectivités territoriales.
Dans le cadre des dispositions de la loi portant nouvelle organisation territoriale de la République du 7 août 2015, qui prévoit que les établissements publics de coopération intercommunale (EPCI) à fiscalité propre doivent avoir un minimum de 15 000 habitants, cette intercommunalité a fusionné avec ses voisines, formant le 1er janvier 2017 la Communauté d'agglomération de la Baie de Somme dont est désormais membre la commune.

### Liste des maires
| Période                                  | Période                      | Identité         | Étiquette | Qualité                                                                                           |
| ---------------------------------------- | ---------------------------- | ---------------- | --------- | ------------------------------------------------------------------------------------------------- |
| Les données manquantes sont à compléter. |                              |                  |           |                                                                                                   |
| 1960                                     | 1996                         | Arsène Lequibain |           |                                                                                                   |
| 1996                                     | 2001                         | Patrick Galhaut  |           |                                                                                                   |
| 2001                                     | novembre 2016,               | Daniel Lequibain |           | Vice-président de la CC de la Région d'Hallencourt (2014 →2016 ) Décédé en cours de mandat        |
| février 2017                             | En cours (au 8 octobre 2020) | Arnaud Bihet     | DVD       | Cadre administratif Réélu pour le mandat 2020-2026 Conseiller départemental de Gamaches (2021 → ) |

## Population et société

### Démographie
L'évolution du nombre d'habitants est connue à travers les recensements de la population effectués dans la commune depuis 1793. Pour les communes de moins de 10 000 habitants, une enquête de recensement portant sur toute la population est réalisée tous les cinq ans, les populations de référence des années intermédiaires étant quant à elles estimées par interpolation ou extrapolation. Pour la commune, le premier recensement exhaustif entrant dans le cadre du nouveau dispositif a été réalisé en 2007.

En 2022, la commune comptait 141 habitants, en évolution de −1,4 % par rapport à 2016 (Somme : −1,26 %, France hors Mayotte : +2,11 %).
| 1793 | 1800 | 1806 | 1821 | 1831 | 1836 | 1841 | 1846 | 1851 |
| ---- | ---- | ---- | ---- | ---- | ---- | ---- | ---- | ---- |
| 326  | 340  | 411  | 366  | 367  | 372  | 374  | 384  | 375  |

| 1856 | 1861 | 1866 | 1872 | 1876 | 1881 | 1886 | 1891 | 1896 |
| ---- | ---- | ---- | ---- | ---- | ---- | ---- | ---- | ---- |
| 357  | 350  | 346  | 354  | 350  | 346  | 341  | 366  | 352  |

| 1901 | 1906 | 1911 | 1921 | 1926 | 1931 | 1936 | 1946 | 1954 |
| ---- | ---- | ---- | ---- | ---- | ---- | ---- | ---- | ---- |
| 340  | 320  | 311  | 254  | 239  | 217  | 238  | 193  | 170  |

| 1962 | 1968 | 1975 | 1982 | 1990 | 1999 | 2006 | 2007 | 2012 |
| ---- | ---- | ---- | ---- | ---- | ---- | ---- | ---- | ---- |
| 150  | 150  | 150  | 138  | 135  | 129  | 138  | 139  | 146  |

| 2017 | 2022 | - | - | - | - | - | - | - |
| ---- | ---- | - | - | - | - | - | - | - |
| 141  | 141  | - | - | - | - | - | - | - |

## Culture locale et patrimoine

### Lieux et monuments
- Monument aux morts[26].
- Émetteurs de Limeux.
- Église Saint-Pierre. Construite en 1732, l'église a connu de nombreux travaux qui ont été réalisés avec de la pierre, de la brique et du béton. L'édifice a été bombardé au cours de la Seconde Guerre mondiale[27].

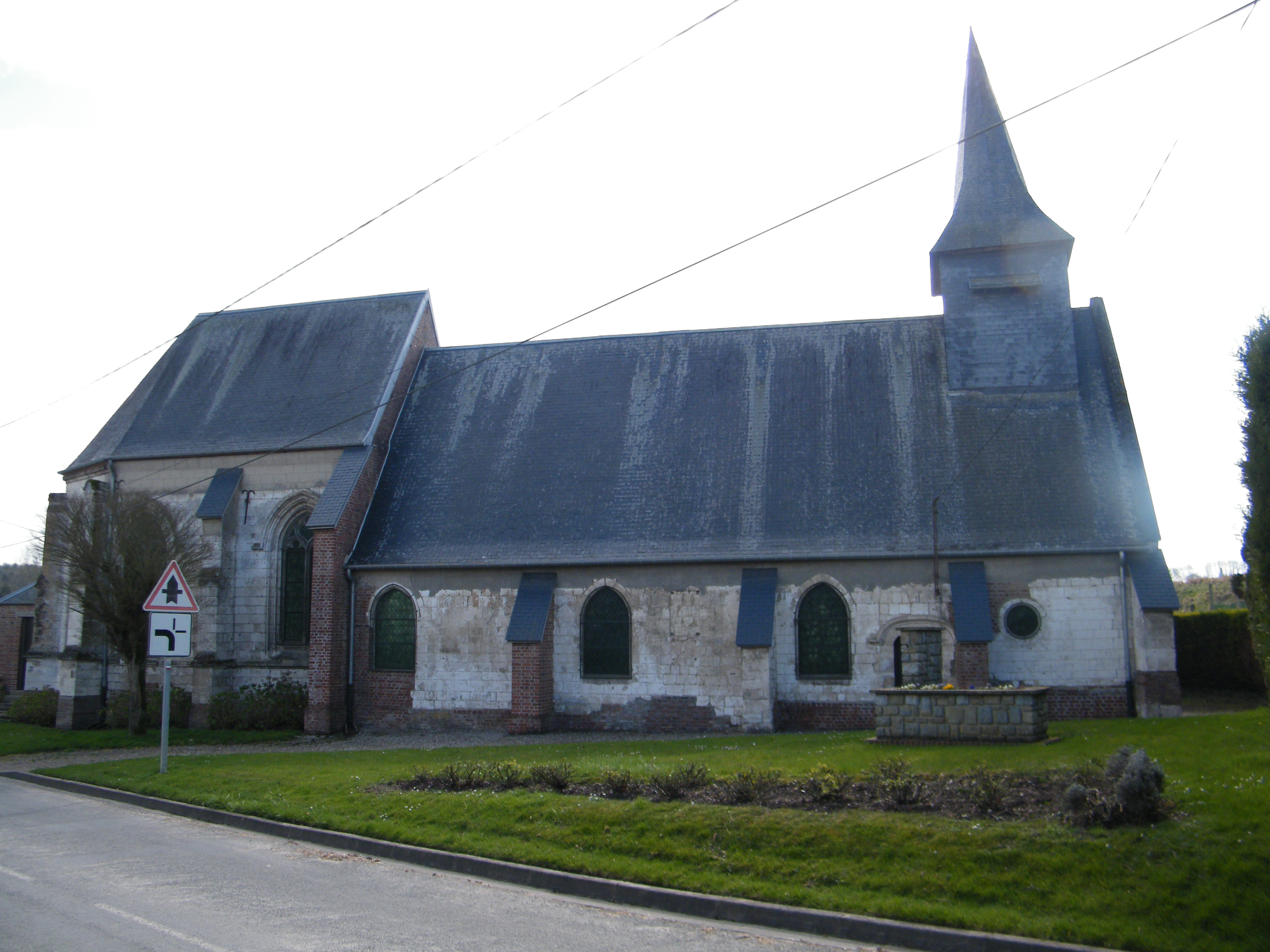
L'église Saint-Pierre.
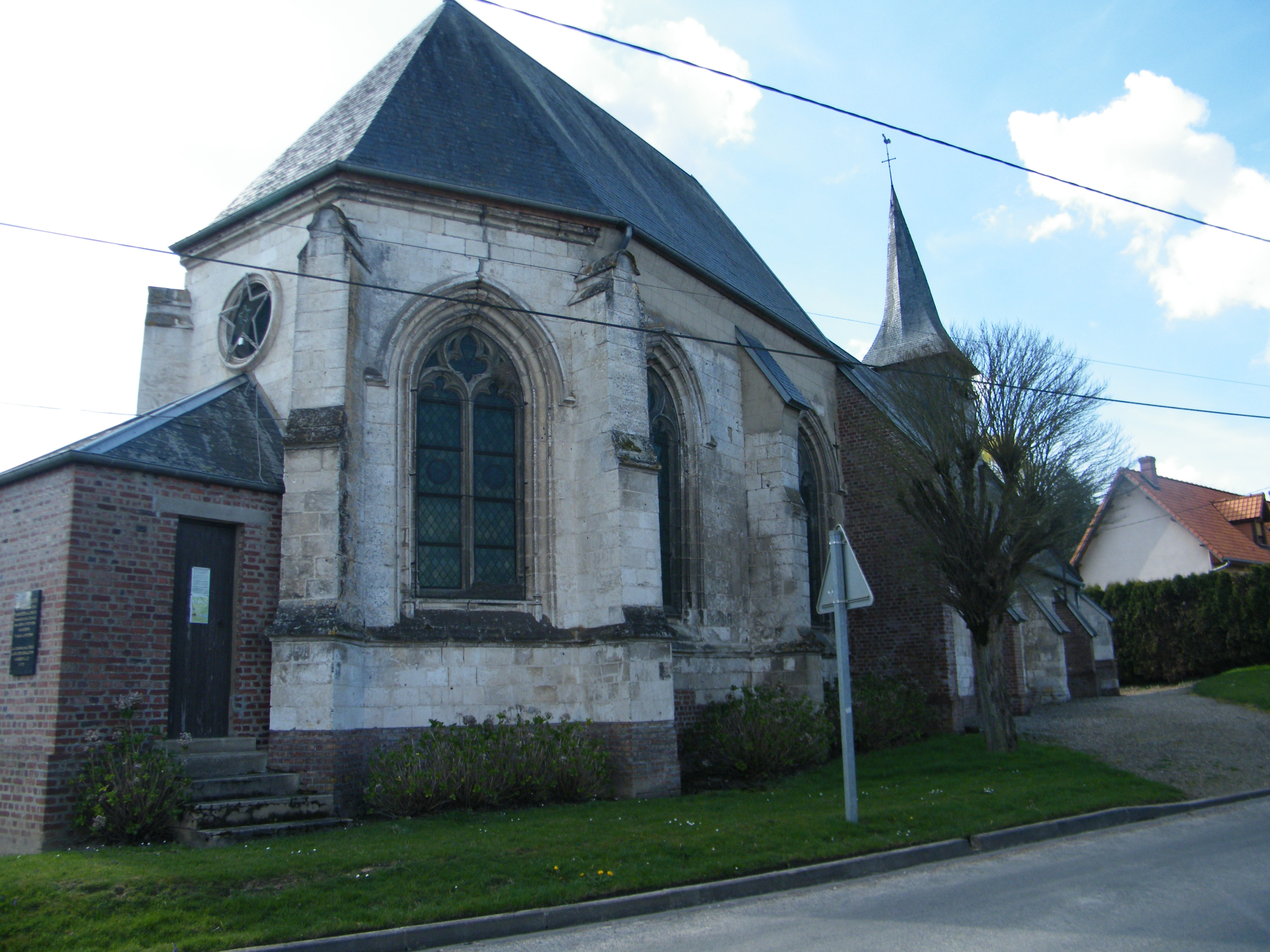
Le chevet de l'église.
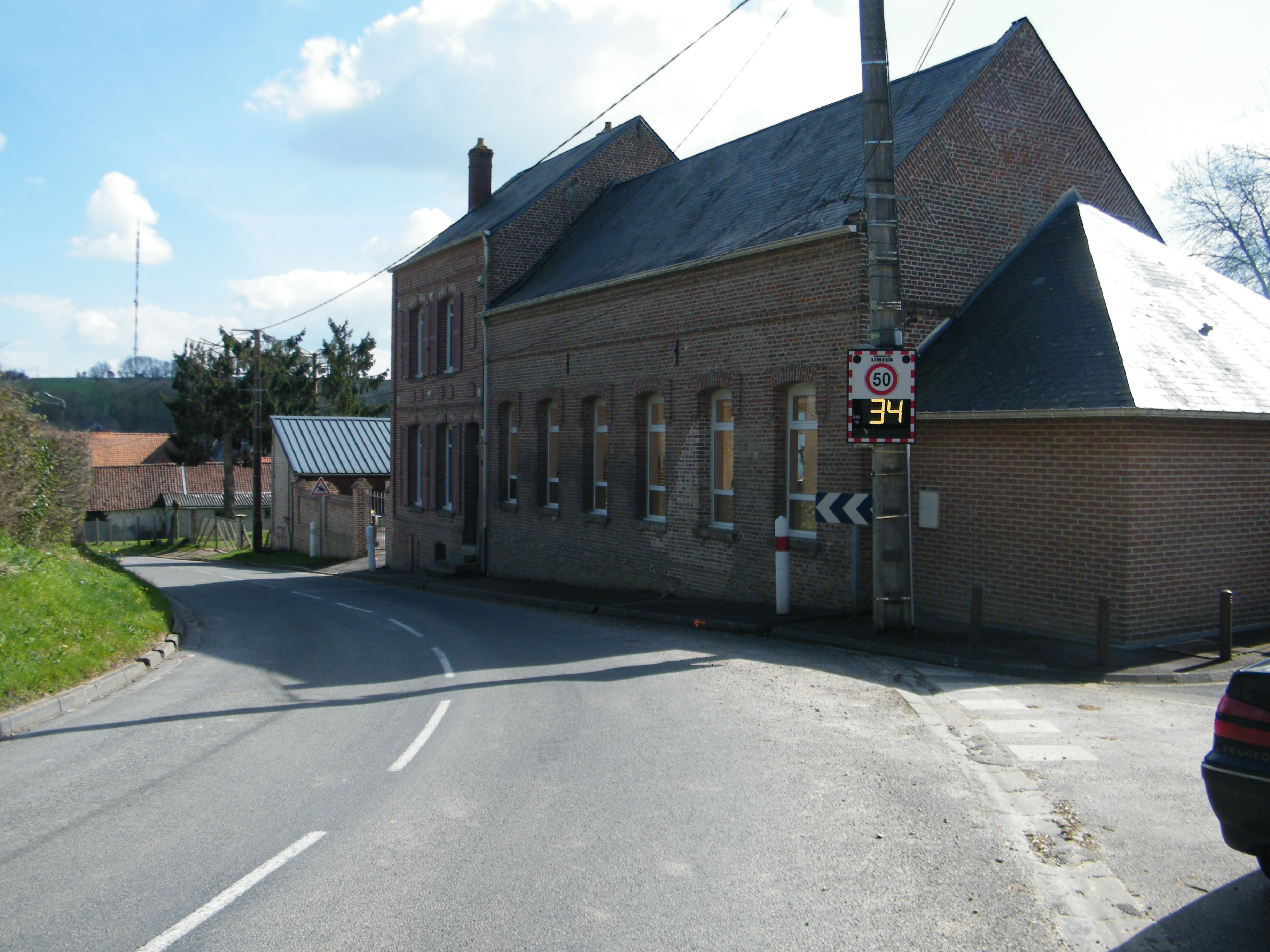
La salle communale.
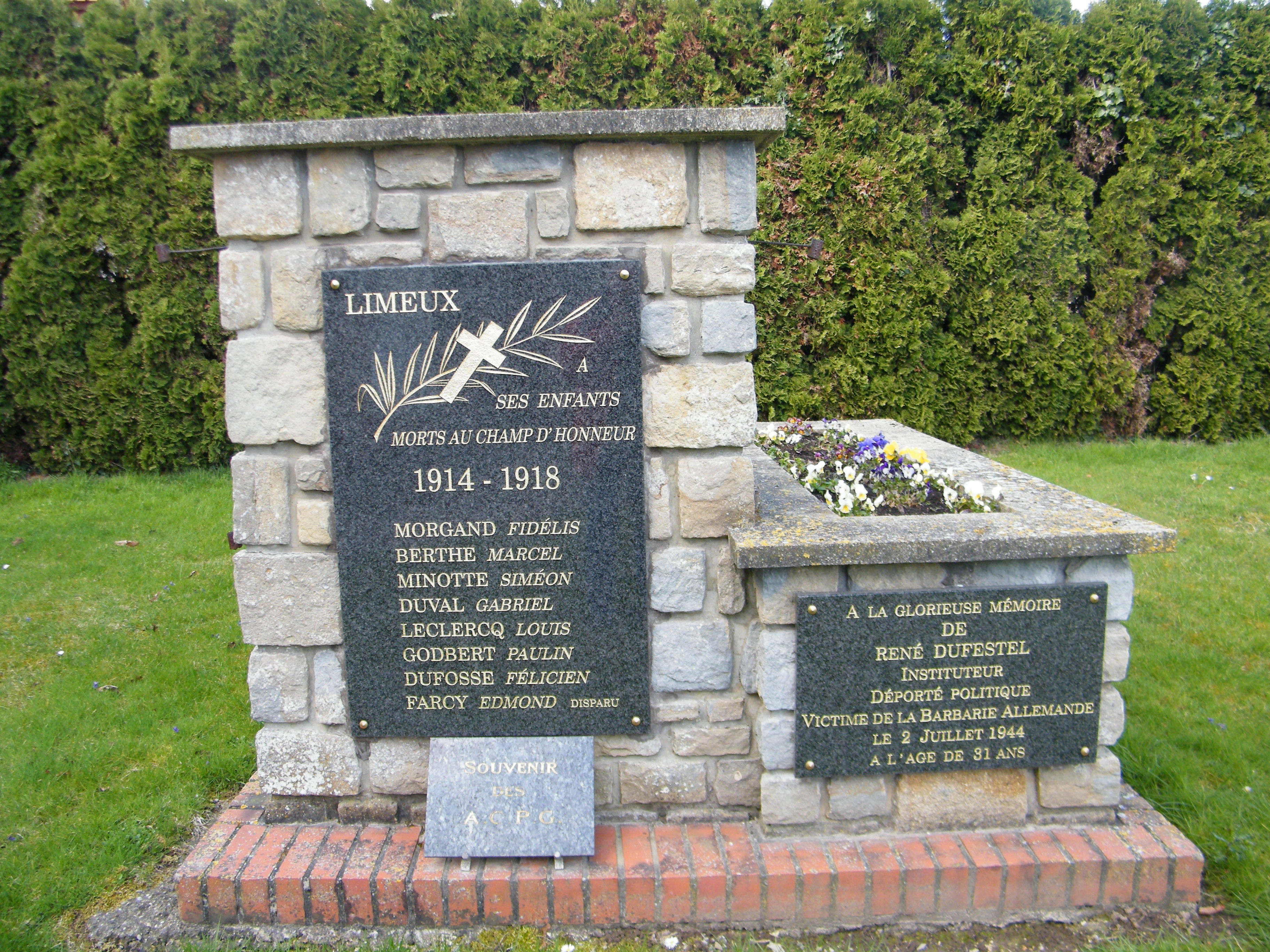
Stèle commémorative.
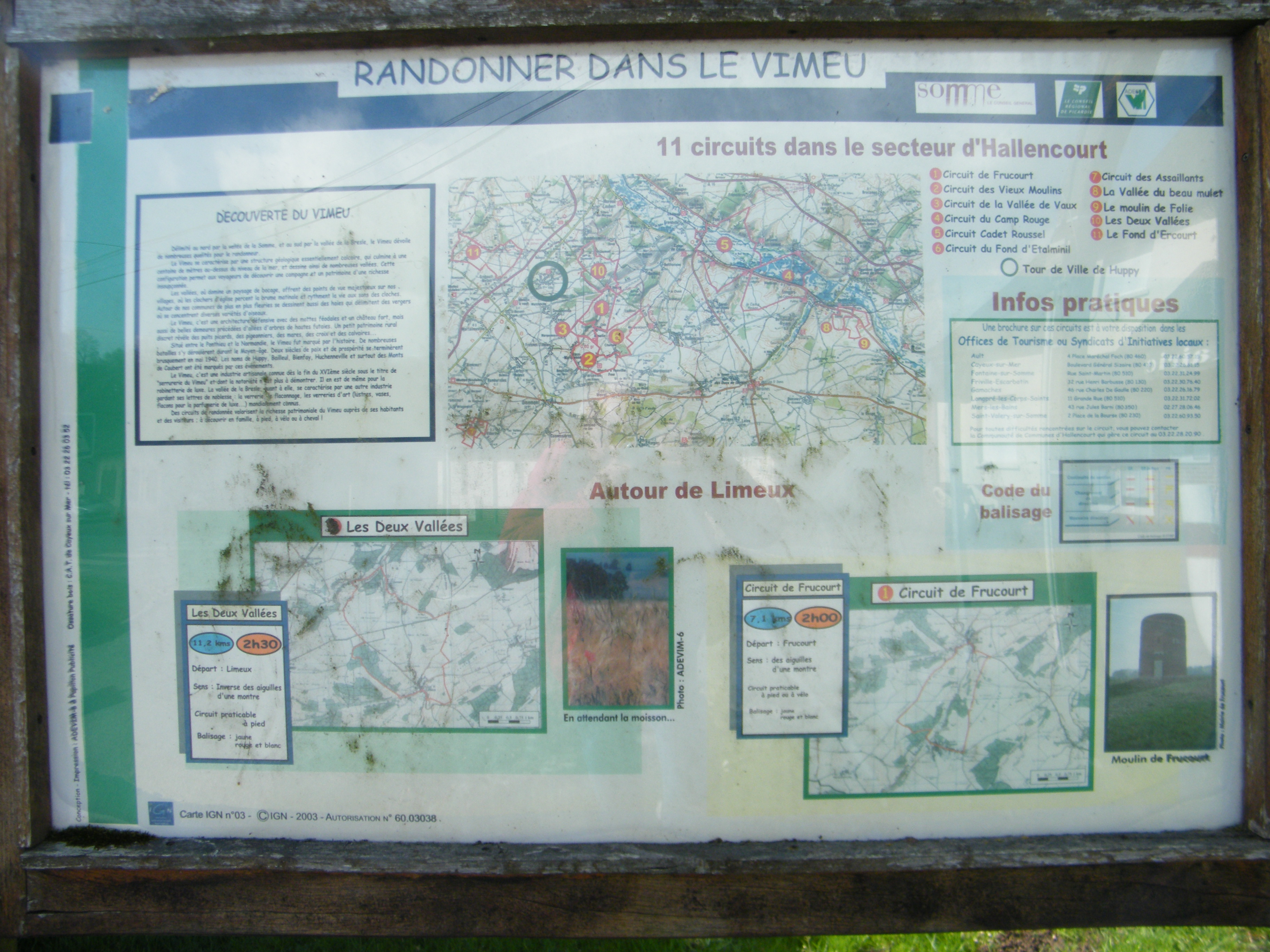
Circuit de Frucourt et circuit des deux vallées.
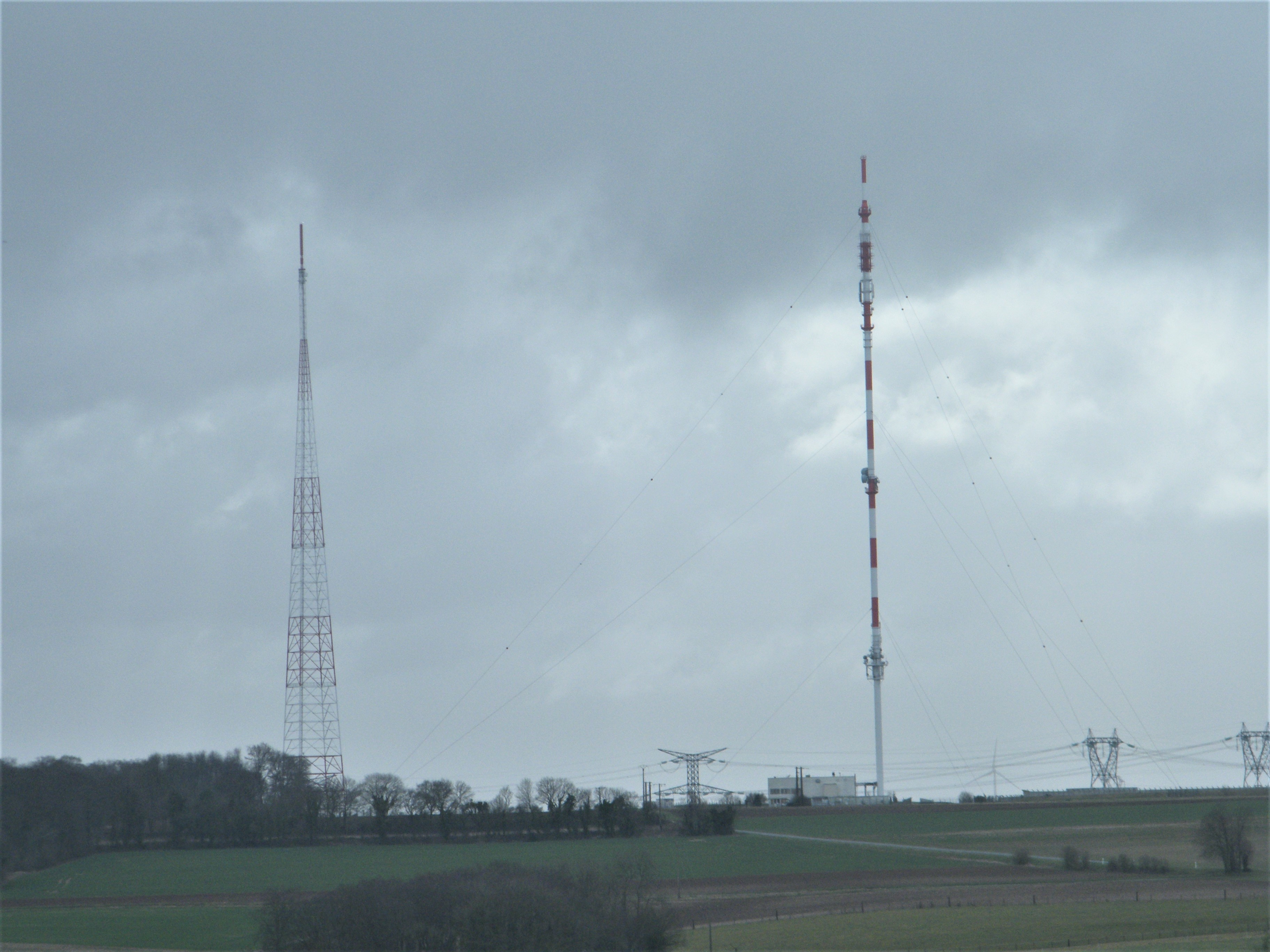
Émetteurs de Limeux.

### Héraldique
|  | Les armes de la commune se blasonnent ainsi : De sable aux trois anges d'or, mains jointes et ailes déployées,. |